# 태백산성역
태백산성역(太白山城驛)은 조선민주주의인민공화국 황해북도 평산군 산성리에 위치한 평부선의 철도역이다. 
조선민주주의인민공화국의 국보 문화유물 제 93호인 태백산성의 인근에 역이 위치해 있어 그에 따라 역명이 제정되었다.